# Próba porwania lotu British Airways 2069
Próba porwania lotu British Airways 2069 – próba porwania samolotu, która miała miejsce 29 grudnia 2000 roku na pokładzie należącego do British Airways Boeinga 747-400 lecącego nad Sudanem, ok. 5 rano czasu lokalnego. 27-letni chory psychicznie Kenijczyk Paul Mukonyi wtargnął do kabiny, próbując przejąć stery. Dowodzonej przez kapitana Williama Hagana załodze udało się obezwładnić intruza, zaś drugi pilot Phil Watson wyrównał lot samolotu.

## Opis wydarzenia
Do kokpitu lecącego z Gatwick do Nairobi Boeinga 747-400 British Airways, około godziny przed lądowaniem wdarł się nieuzbrojony, chory psychicznie Kenijczyk Paul Mukonyi. Chwyciwszy za stery starał się zmienić kurs lotu – wywiązała się szarpanina między nim a kapitanem Williamem Haganem oraz pierwszym oficerem Philem Watsonem, w efekcie której samolot popadł w przeciągnięcie i zaczął spadać. Kapitanowi, z pomocą obsługi oraz jednego z pasażerów, udało się obezwładnić intruza. Gwałtowne zmiany kursowe spowodowały niegroźne dla życia obrażenia u 4 pasażerów; jedna ze stewardes złamała nogę w kostce. Po wylądowaniu w Nairobi, napastnik został przekazany policji. Wydarzenia bezpośrednio po obezwładnieniu intruza zostały zarejestrowane kamerą wideo przez znajdującego się na pokładzie syna angielskiego piosenkarza Bryana Ferry’ego.

## Odznaczenia dla załogi
Kapitan William Hagan oraz pierwsi oficerowie Phil Watson i Richard Webb zostali odznaczeni „nagrodą Polaris” w 2001 roku. Hagan ponadto otrzymał nagrodę Królewskiego Stowarzyszenia na rzecz Niepełnosprawności i Rehabilitacji.

## Konsekwencje
Grupa 16 amerykańskich pasażerów zaskarżyła postępowanie i procedury British Airways – w efekcie ugody uzyskali oni opiewające na miliony dolarów odszkodowanie; brytyjskim pasażerom BA zaproponowało rekompensatę w postaci 2000 funtów oraz jednego darmowego przelotu. Choć dyrektywa zamykania drzwi kokpitu podczas lotu przez przewoźników lotniczych w Wielkiej Brytanii została wprowadzona dopiero po zamachach z 11 września 2001 roku, incydent był również brany pod uwagę przy formułowaniu nowych regulacji prawnych.